# Edificio Martí Cortina
El edificio Martí Cortina se construyó en 1943 en la esquina de la avenida del Oeste (llamada entonces Barón de Cárcer) con la calle En Sanz de la ciudad de Valencia (España), en un chaflán que forma ángulo agudo, siendo el cruce de estas dos vías resultado de la apertura de la Avenida el Oeste que proyectó y ejecutó el mismo autor del proyecto, el arquitecto Javier Goerlich Lleó. 
La construcción de algunos edificios de Goerlich sobre estos solares en ángulo agudo de los chaflanes de la avenida, dio lugar a las denominadas "fachadas Salmón", que caracterizó gran parte de su obra.

## Descripción
El programa del edificio responde al uso residencial. Tres viviendas de gran tamaño por planta respecto a una caja de escaleras situada en la parte más al interior del solar y de forma centrada. Las piezas principales se disponen en la parte recayente a la avenida y a la calle En Sanz, desarrollando el resto del programa en dirección al patio de manzana.
Este ejemplo de arquitectura racionalista valenciana de los años cuarenta, posee además una adscripción al expresionismo europeo. La inteligente organización de la planta, siguiendo un esquema de subdivisión paralela en la parte recayente a la calle, y abriendo esta partición en abanico en la parte más al interior del chaflán, dota a la misma de una gran rentabilidad y articulación. 
En su fachada encontramos una composición regular de tipo racionalista, combinando detalles de art déco valenciano, consistente en un gran paño que configura el cuerpo central del edificio sobre la línea de fachada, donde se disponen los huecos de ventana de forma regular. El edificio se corona con una planta retranqueada sobre la que emerge un cuerpo en forma de torre escalonada.
Elementos característicos del movimiento Art déco son utilizados por Goerlich como recursos compositivos con gran maestría, como los ranurados en las jambas de las ventanas o en los aleros volados de escaso canto. También se manifiesta esta tendencia en la partición de las fenestraciones, y en la proporción de los huecos, donde la verticalidad domina siempre.